# Horta da Vilariça
Horta da Vilariça es una freguesia portuguesa del municipio de Torre de Moncorvo. Según el censo de 2021, tiene una población de 208 habitantes.